# Вырбенци
Вырбенци (болг. Върбенци) — село в Болгарии. Находится в Кырджалийской области, входит в общину Кырджали. Население составляет 57 человек.

## Политическая ситуация
В местном кметстве Голяма-Бара, в состав которого входит Вырбенци, должность кмета (старосты) исполняет Мустафа  Осман Мустафа (Движение за права и свободы (ДПС)) по результатам выборов.
Кмет (мэр) общины Кырджали — Хасан Азис (Движение за права и свободы (ДПС)) по результатам выборов.